# Quintus Critonius Dassus
Quintus Critonius Dassus war ein antiker römischer Toreut (Metallbildner), der wahrscheinlich in der Stadt Rom tätig war.
Quintus Critonius Dassus ist nur noch aufgrund einer Grabinschrift aus augusteischer Zeit bekannt, die sich heute in der Galleria Lapidaria der Vatikanischen Museen befindet. Diese in Rom gefundene Inschrift bezeichnet ihn als Vasenmacher und weist ihn als Freigelassenen aus. Damit ist Critonius Dassus einer von nur knapp über 30 inschriftlich-namentlich belegten antiken Toreuten. Die (aufgelöste) Inschrift lautet: